# Overgård
Overgård Gods er en hovedgård beliggende i Udbyneder Sogn, Gjerlev Herred i det tidligere Randers Amt. Den ligger på sydsiden af Mariager Fjord ikke langt fra udløbet i Kattegat, sydøst for Hadsund, nu i Randers Kommune.
Bygningerne er opført omkring 1550 af rigsråd Jørgen Lykke, der havde overtaget godset fra kronen ved nogle byttehandler i 1545. Hovedbygningen består af en lang hovedfløj med to korte sidefløje og et slankt rundt vindeltrappetårn. Godset fik birkeret i 1549 og havde det til 1815. 
1938-1981 var Overgård ejet af Flemming Juncker, der var kendt fra modstandsbevægelsen under 2. verdenskrig . Han iværksatte store landvindingsarbejder, der udvidede godsets jorder med ca. 1.000 ha, dels fra Mariager Fjord, dels fra Kattegat.
I 1947 begyndte Juncker eksperimenter med majsdyrkning og tilsåede større arealer med majs i 1948 og 1949.
Erfaringerne rapporterede han om i Tidsskrift for Landøkonomi.
Siden kom det i Alex Brask Thomsens eje (perioden 1984-2005). Han lod de gamle avlsbygninger nedrive.
Godset ejes i dag af Brask Thomsens svigersøn, Peter Andersen. Der er 3.322 ha jord inkl. Dronninglund Storskov i Nordjylland, og godset har i alt 40 ansatte.
I 2022 åbnedes en 152 MW vindmøllepark hvoraf en del er på godsets jorder, og kommunen gav tilladelse til en stor solcellepark.